# Kanton Solliès-Pont
Der Kanton Solliès-Pont ist seit 1823 ein französischer Wahlkreis im Arrondissement Toulon, im Département Var und in der Region Provence-Alpes-Côte d’Azur; sein Hauptort ist Solliès-Pont.

## Gemeinden
Der Kanton besteht aus sechs Gemeinden mit insgesamt 45.802 Einwohnern (Stand: 1. Januar 2022) auf einer Gesamtfläche von 134,14 km²:
| Gemeinde            | Einwohner 1. Januar 2022 | Fläche km² | Dichte Einw./km² | Code INSEE | Postleitzahl |
| ------------------- | ------------------------ | ---------- | ---------------- | ---------- | ------------ |
| Belgentier          | 2.387                    | 13,38      | 178              | 83017      | 83210        |
| Cuers               | 12.841                   | 50,53      | 254              | 83049      | 83390        |
| La Farlède          | 9.745                    | 8,31       | 1.173            | 83054      | 83210        |
| Solliès-Pont        | 12.210                   | 17,73      | 689              | 83130      | 83210        |
| Solliès-Toucas      | 6.087                    | 30,09      | 202              | 83131      | 83210        |
| Solliès-Ville       | 2.532                    | 14,10      | 180              | 83132      | 83210        |
| Kanton Solliès-Pont | 45.802                   | 134,14     | 341              | 8318       | –            |

Bis zur Neuordnung gehörten zum Kanton Solliès-Pont die fünf Gemeinden Belgentier, La Farlède, Solliès-Pont, Solliès-Toucas und Solliès-Ville. Sein Zuschnitt entsprach einer Fläche von 83,61 km2. Er besaß vor 2015 einen anderen INSEE-Code als heute, nämlich 8325.